# Patrick Deville

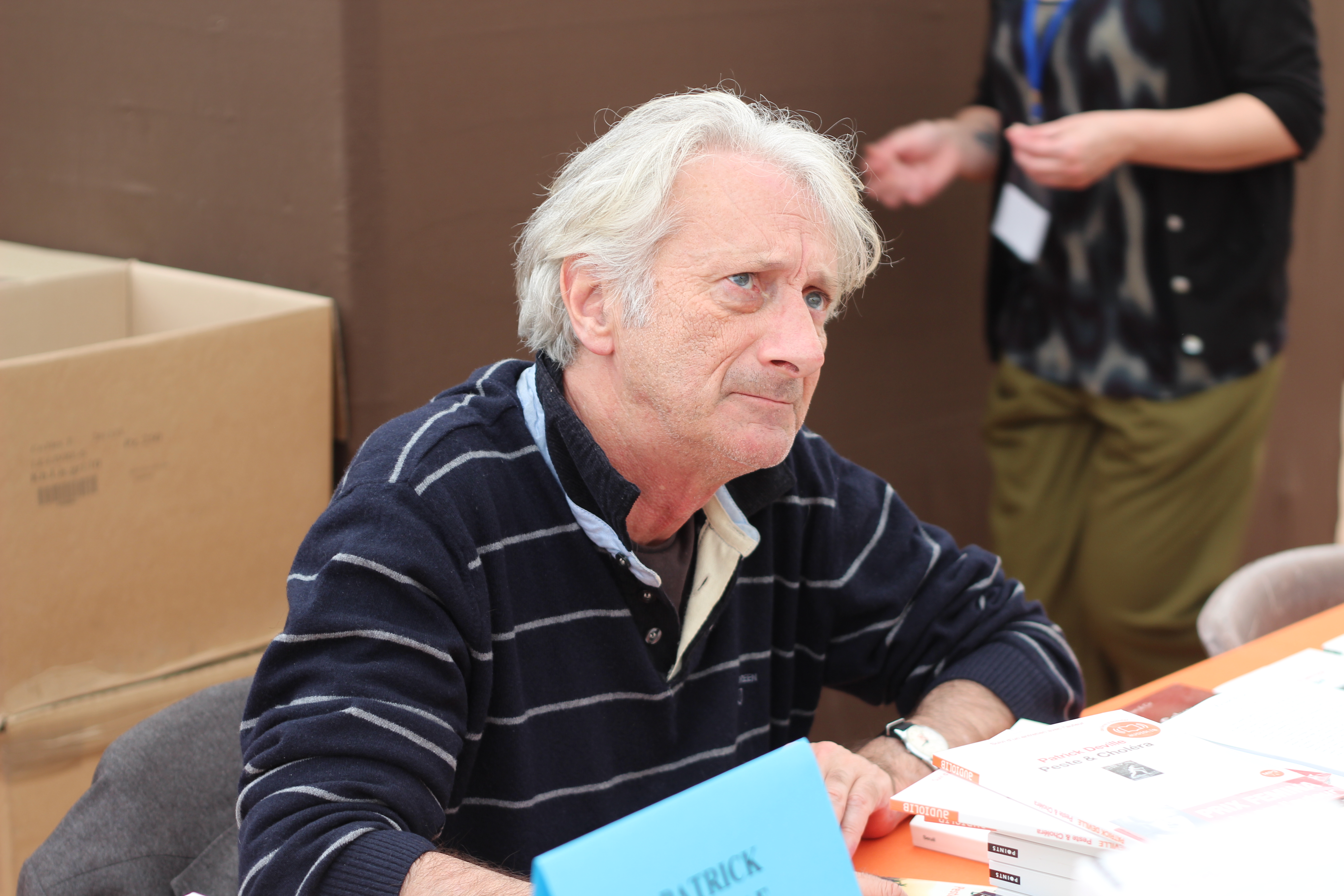
Patrick Delville (2014)

Patrick Deville (* 14. prosince 1957) je francouzský spisovatel.

## Životopis
Po studiu srovnávací literatury a filozofie na nantské univerzitě, Patrick Deville pracoval na Středním východu a v Africe. V 90. letech navštívil Kubu, a Uruguay.
V roce 1996 založil « prix de la jeune littérature latino-américaine » a revue Meet (Maison des écrivains étrangers et des traducteurs, česky Dům zahraničních spisovatelů a překladatelů) v Saint-Nazaire, kde působí jako redaktor..
V roce 2011 vyhlásila redakce magazínu Lire jeho román Kampuchéa nejlepším francouzským románem roku.
V roce 2012 byl jeho román Peste et Choléra (podle života bakteriologa Alexandra Yersina) oceněn prix du roman Fnac a prix Femina
Jeho knihy vycházejí i mimo Francii.

## Dílo
- 1987 : Cordon-bleu, éditions de Minuit
- 1988 : Longue Vue, éditions de Minuit
- 1992 : Le Feu d'artifice, éditions de Minuit
- 1995 : La Femme parfaite, éditions de Minuit
- 2000 : Ces deux-là, éditions de Minuit
- 2004 : Pura vida, éditions du Seuil
- 2006 : La Tentation des armes à feu, éditions du Seuil
- 2009 : Equatoria, éditions du Seuil
- 2011 : Kampuchéa, éditions du Seuil
- 2011 : Vie et mort sainte Tina l'exilée, éditions publie.net
- 2012 : Peste et Choléra, éditions du Seuil - Prix du roman Fnac - Prix Femina 2012 a Prix des prix littéraires